# Psammodoris thompsoni
Psammodoris thompsoni är en snäckart som först beskrevs av Sandra V. Millen och James W. Nybakken 1987. Psammodoris thompsoni ingår i släktet Psammodoris och familjen Corambidae. Inga underarter finns listade i Catalogue of Life.